# 좋은 사람 Ver 1
〈좋은 사람 Ver 1〉은 티아라의 노래이다. 또한 MBC 드라마 《신데렐라 맨》의 메인 OST이기도 하다.

## 개요
〈좋은 사람 Ver 1〉은 티아라의 비공식 데뷔 곡이자 MBC 드라마 《신데렐라 맨》의 메인 OST다. 2009년 4월 28일 뮤직비디오가 공개되었고 이후 30일 음원이 공개되었다. 이 곡은 2009년 4월 20일에 발매된 《신데렐라 맨 OST》 3번 트랙에 수록되었으며, 《신데렐라 맨 OST》 6번 트랙인 블랙펄의 〈좋은 사람 Ver 2〉와는 가사만 다르다. 또 티아라의 첫 정규 음반인 Absolute First Album의 13번 트랙, 리팩키지 음반 Breaking Heart의 15번 트랙에 수록된 〈좋은 사람〉은 〈좋은 사람 Ver 1〉과 동일한 곡으로, 지애와 지원 대신 새 멤버 보람, 큐리, 소연이 불렀다.
한편 6월 3일 멤버 지애와 지원이 팀에서 탈퇴하며 〈좋은 사람 Ver 1〉은 원 멤버가 함께한 첫 곡이자 마지막 곡이 되었다.

## 트랙리스트
| #  | 제목                | 작사    | 작곡   | 편곡   | 재생 시간 |
| -- | ------------------- | ------- | ------ | ------ | --------- |
| 1. | 〈좋은 사람 Ver 1〉 | K.Smith | 한성호 | 김재양 | 3:31      |